# Samburu (popolo)
I Samburu sono un gruppo etnico africano nilotico diffuso nel distretto di Samburu, nel Kenya centrosettentrionale. Parlano la lingua samburu, appartenente al gruppo delle lingue maa come quella dei Masai, con cui sono strettamente imparentati (circa il 95% dei vocaboli delle lingue samburu e masai coincidono). Come i Masai, sono pastori semi-nomadi; allevano zebù, pecore, capre e dromedari; recentemente hanno iniziato a coltivare mais, patate e sorgo. A differenza dei Masai, si nutrono anche di cacciagione.

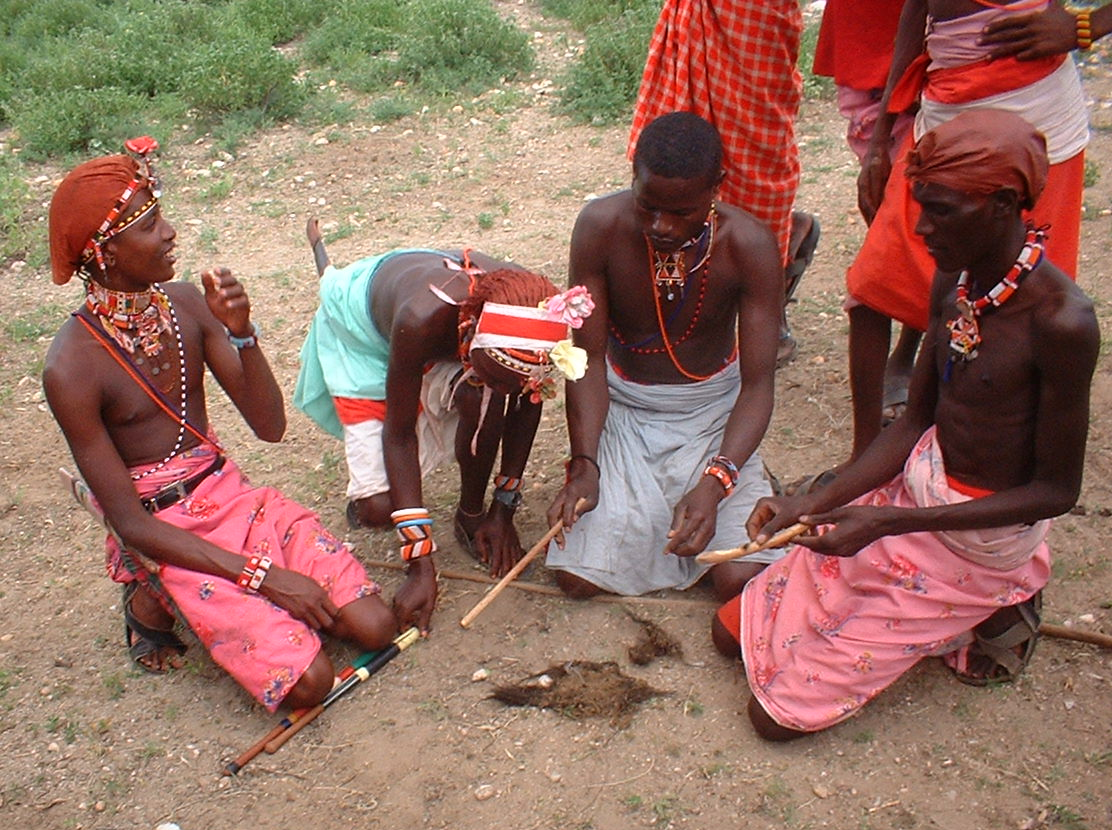
Samburu che accendono un fuoco

Il nome Samburu è di origine Masai e deriva dalla parola samburr, che indica una borsa di pelle che i Samburu portano sempre con loro. I Samburu si riferiscono a se stessi come Lokop (o Loikop), che potrebbe significare "padroni della terra" (da lo, che indica possesso, e nkop, terra); non tutti i Samburu concordano su questa interpretazione.
Non è chiaro in quale epoca i Samburu siano diventati un'etnia distinta, ma quasi certamente ciò avvenne in epoca coloniale. I viaggiatori europei del XIX secolo chiamavano i Samburu "Burkineji" ("popolo delle capre bianche"), ma non è chiaro quali fossero all'epoca i legami con altri gruppi della zona. Alcuni Samburu sono discendenti dei Masai di Laikipia, che furono sterminati nell'Ottocento. Altri sono di origine Rendille, Turkana e Borana.
La struttura sociale, suddivisa per classi di età, appare un eccellente esempio di gerontocrazia anche se il contatto con la cultura occidentale sta sgretolando l'importanza degli anziani.
La poligamia è consentita e diffusa presso i Samburu; un insediamento Samburu (detto nkang o engang o manyatta) può consistere di una sola famiglia, costituita da un uomo e dalle sue mogli; ogni moglie costruisce la propria casa con materiali trovati in loco, come bastoni, fango e sterco di mucca. Insediamenti più grandi ospitano in genere fino due-tre famiglie; solo gli insediamenti rituali (lorora) arrivano a dimensioni molto più grandi (20 o più famiglie). I villaggi samburu sorgono in genere sulla cima delle colline. Le donne si decorano il collo con vistose collane fatte di perline colorate cucite sul cuoio (come i Masai) ma anche di peli di coda di elefante; portano braccialetti di rame, ottone o alluminio sulle braccia e sulle caviglie. Particolare rispetto viene attribuito ai lkunono, i fabbri, professione che in genere viene abbracciata e coltivata da una intera famiglia.